# F型コネクタ

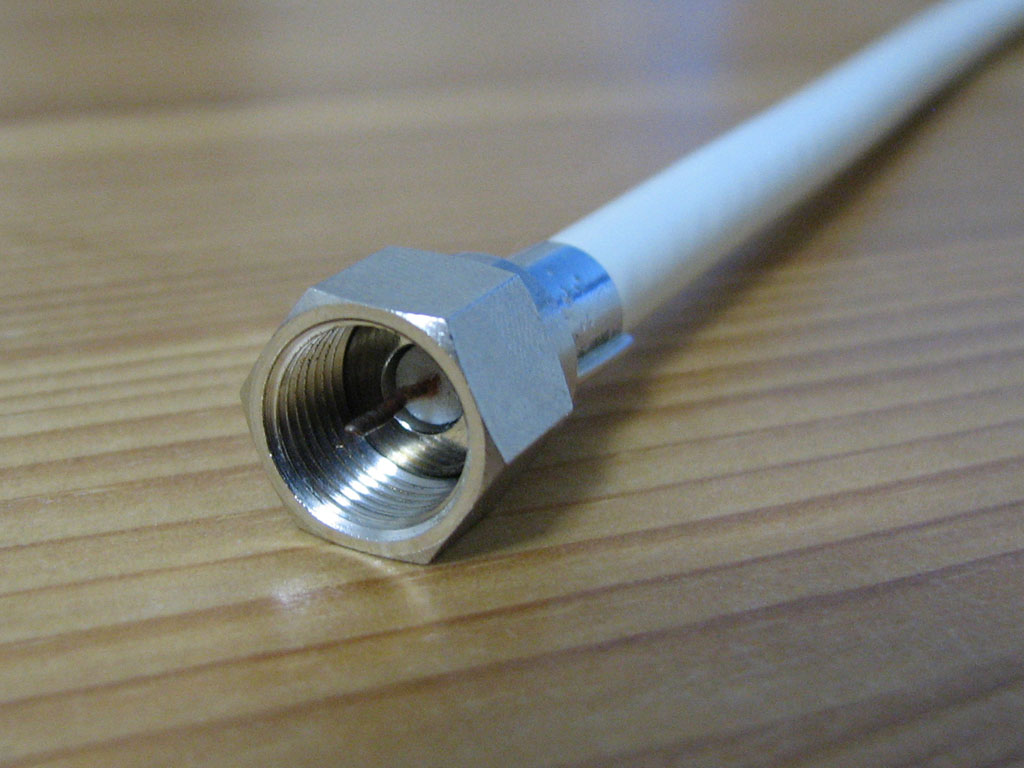
F型コネクタ（ネジ切りあり）

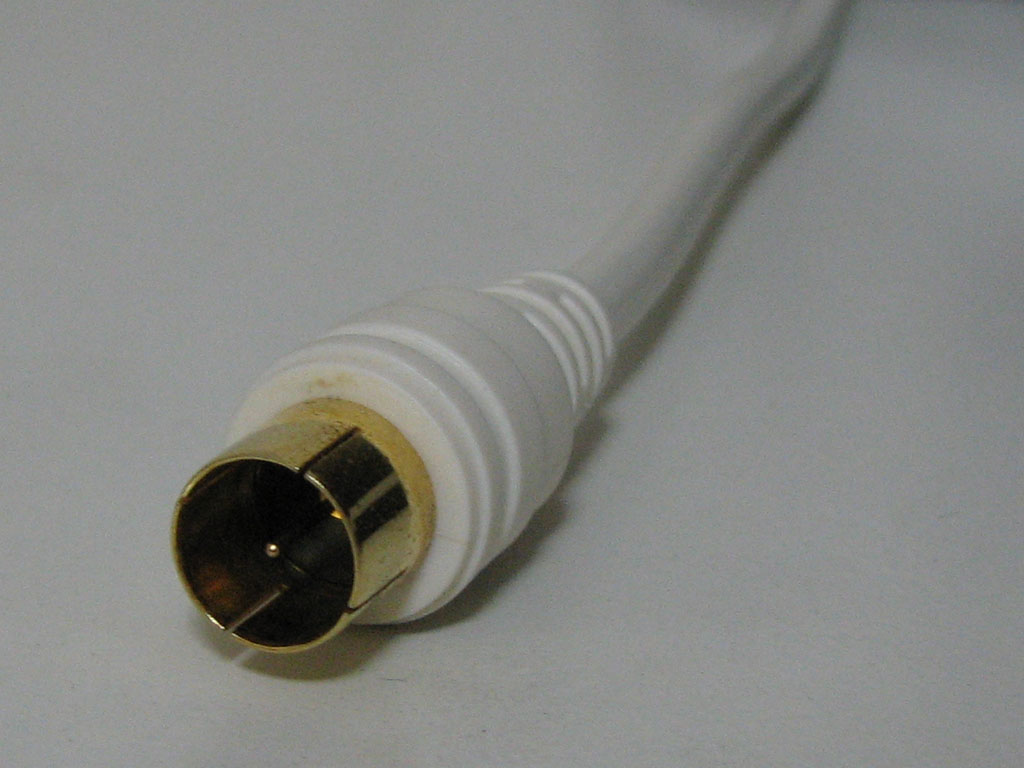
F型コネクタ（ネジ切りなし）

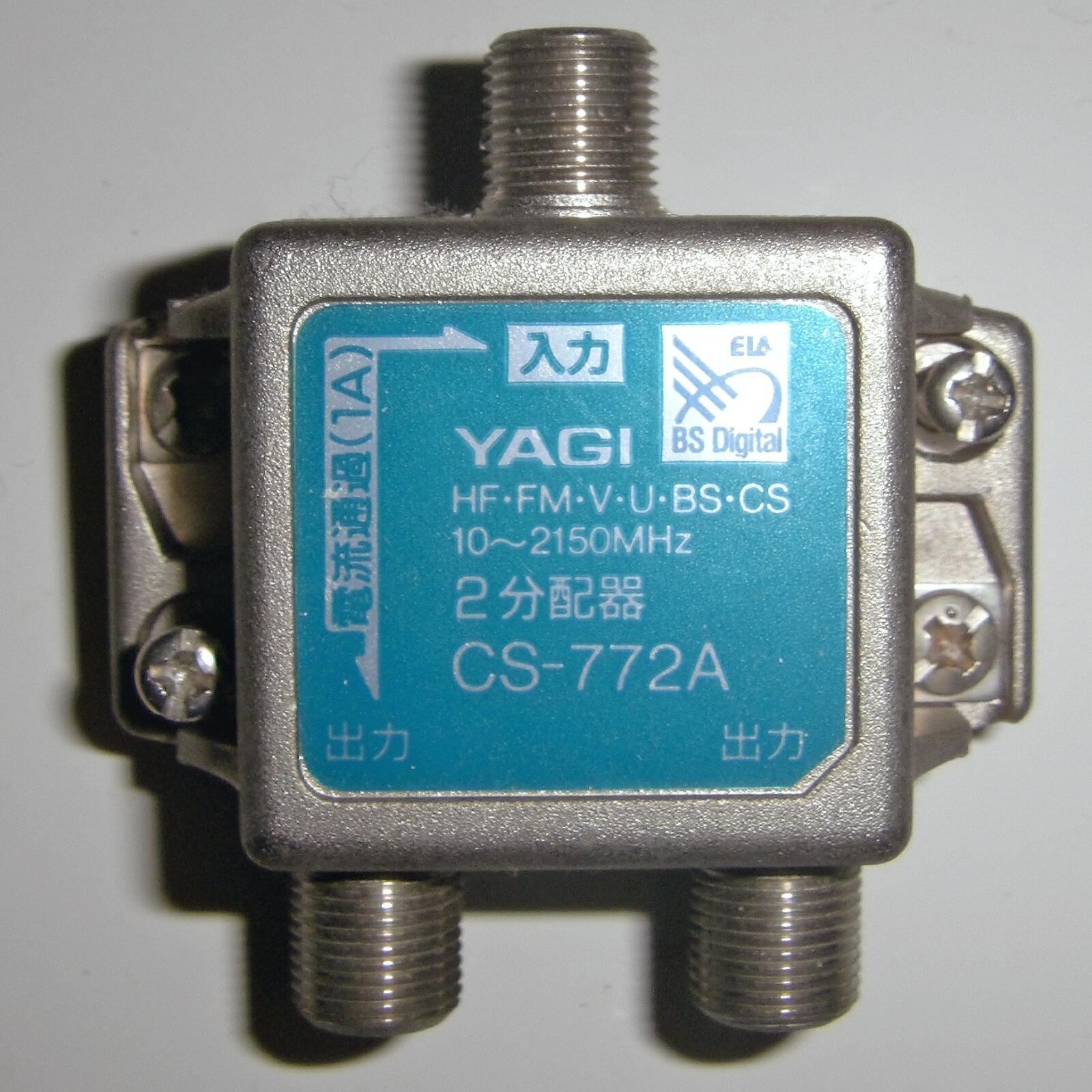
メスのF型コネクタ（F座）を持つ分配器

F型コネクタは一般的に「無線」地上波放送、ケーブルテレビ、衛星放送、RG-6あるいはより古い実装ではRG-59を使用したケーブルモデムなどで使用されるRF端子の一つである。現在のテレビにおいてF型コネクタのケーブルや端子は、「アンテナ線」「アンテナ入力」「アンテナ端子」とも呼ばれている。

## 概要
一般的に、テレビとアンテナを接続するためのコネクタとして使われている。テレビやレコーダーはメスのF型コネクタを備え、屋内の壁面にはアンテナへと繋がるメスのF型コネクタが設けられている。オスのF型コネクタを両端に持つ同軸ケーブルを用いて、テレビと壁面のコネクタ、もしくはテレビにアンテナを直接繋ぐと、テレビ放送を受信できる。
1950年代初頭、Jerrold Electronics社におけるケーブルテレビの研究中に、Eric E. Winstonによって開発された。VHFテレビのアンテナ接続がフィーダー線から同軸ケーブルに切り替えられた1970年代に普及し、のちにUHFやSHF（衛星放送）でも普及した。
F型コネクタは安価であり、最高1GHzまでの75Ωのインピーダンス整合を持ち、数GHzまでの使用可能な帯域幅を持つ。低価格のひとつの理由は、オスのコネクタのピンとして、同軸ケーブルの中心導体をそのまま使用しているためである。このデザインにより、コネクタの特性は内部導体の表面状態に左右され、また耐腐食性がないため、屋外（たとえばアンテナ上）で使用するためには防水処理が必要である。オスのコネクタは外部導体（編組線）を剥き出したケーブルに押し込むか、時にはねじ止めすることでケーブルに接続される。現在、ケーブル業界の標準では、圧着工具を使用することになっている。メスのコネクタの外周部には、3/8-32の極細目のユニファイねじのねじ山が切ってある。ほとんどのオスのコネクタも、これに対応して接続リングの内側にめねじが切ってある。めねじの無い差し込み式のオスも使用可能であるが、差し込み式のF型コネクタは無線に対するシールドが貧弱なため、テレビジョン送信機が近隣のCATV局を流合雑音で妨害する可能性がある。
このコネクタは家庭用の地上波、ケーブル、および衛星放送などのテレビ設備に適当であり、ヨーロッパの地上波受信機で使用されたPALコネクタ（Belling-Lee connector）と比較してかなり特性が改善されている。
同軸ケーブルの中心導体をコネクタのピンとして使用する場合、銅線が酸化して酸化銅となり接触不良を起こす場合がある。高い信頼性を求める場合は、コンタクトピンを使用する『C15形コネクタ』を使用する。